# 才劳桂墨头鱼
才劳桂墨头鱼（学名：Guigarra cailaoensis），一种于中华人民共和国广西壮族自治区河池市凤山县凤城镇才劳村才劳河中发现的淡水鱼，鲤科野鲮亚科桂墨头鱼属的模式种。本种的主要特征为下唇特化为一个吸盘结构，同时还具有发育良好的上唇。